# Зелёный Холм (Ленинградская область)
Зелёный Холм (до 1948 — Патру, фин. Patru) — посёлок в Полянском сельском поселении Выборгского района Ленинградской области.

## Название
Происхождение финского названия деревни Патру неизвестно.
В 1948 году деревня была переименована в Зелёный Холм. В основу данного переименования были положены местные «природные признаки».
Переименование было закреплено указом Президиума ВС РСФСР от 13 января 1949 года.

## История
В начале XX века в деревне был организован туберкулёзный санаторий для рабочих Путиловского завода.
С середины 1920-х годов использовался как финский военный санаторий. В 1931—1932 годах был расширен до 130 мест и одновременно стал принимать гражданских пациентов.

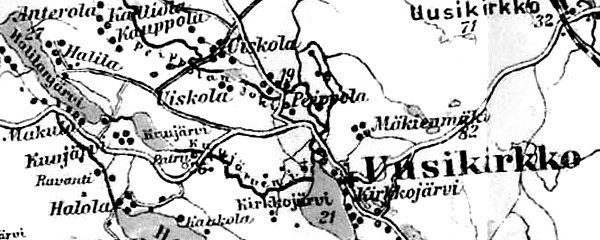
Деревня Патру на финской карте 1923 года

До 1939 года деревня Патру входила в состав волости Уусикиркко Выборгской губернии Финляндской республики.
С 1 мая 1940 года по 30 сентября 1948 года — в составе Уискольского сельсовета Койвистовского района. 
С 1 июля 1941 года по 31 мая 1944 года — финская оккупация. 
С 1 октября 1948 года — в составе Октябрьского сельсовета Приморского района.
С 1 января 1949 года учитывается административными данными как деревня Зелёный Холм. 
С 1 января 1954 года — в составе Рощинского района.
С 1 ноября 1959 года — в составе Полянского сельсовета.
В 1961 году население деревни составляло 328 человек.
С 1 февраля 1963 года — в составе Выборгского района.
Согласно данным 1966, 1973 и 1990 годов посёлок Зелёный Холм входил в состав Полянского сельсовета.
В 1997 году в посёлке Зелёный Холм Полянской волости проживал 321 человек, в 2002 году — 114 человек (русские — 82 %).
В 2007 году в посёлке Зелёный Холм Полянского СП проживали 110 человек, в 2010 году — 134 человека.

## География
Посёлок расположен в южной части района на автодороге 41К-089 (Рябово — Поляны).
Расстояние до административного центра поселения — 5 км.
Расстояние до ближайшей железнодорожной станции — законсервированной промежуточной железнодорожной станции Октябрьской железной дороги Куолемаярви на 100,81 км перегона Приветненское — Ермилово линии Зеленогорск — Приморск — Выборг — 14 км. Ближайшая к посёлку железнодорожная платформа — Тарасовское.
Через посёлок протекает река Полянка. К северо-западу от посёлка находится Зеленохолмское озеро.

## Демография
| 2007 | 2010 | 2017 | 2021 |
| ---- | ---- | ---- | ---- |
| 110  | ↗134 | ↗154 | ↘141 |

## Улицы
Заречная, Зелёная, Зелёнохолмский проезд, Лесная, Речная, Солнечная, Шоссейная.